# Silova
Silova – wieś w Słowenii, w gminie miejskiej Velenje. W 2018 roku liczyła 192 mieszkańców. 